# 福田かおる
福田 かおる（ふくだ かおる、1985年5月10日 - ）は、日本の政治家。自由民主党所属の衆議院議員（1期）。戸籍名は北口 かおる。

## 来歴

### 生い立ち
富山県高岡市生まれ。埼玉県三郷市育ち。父は教育学者、母は小学校教員。
渋谷教育学園幕張中学校・高等学校卒業。剣道部に所属。高等学校在学時に米国公立高校に約１年留学。留学中に同時多発テロに遭遇した。東京大学法学部卒業。大学在学中は、全国大学生環境活動コンテスト（ecocon）を学生代表として主催。バスケットボールサークルに所属。
2008年、農林水産省入省。2013年まで農林水産省と国土交通省観光庁に勤務し、観光による地域振興施策の企画・実施、 森林の間伐を促進するための法令改正等に従事。2013年から2015年にかけて長期在外研修。米国コロンビア大学修了（修士）。国際連合食糧農業機関（FAO）アジア・太平洋地域事務所、タイ王国、インド、バングラデシュ、マラウイ共和国でインターン。2015年から農林水産省に勤務し、TPP関連業務、漁船・漁業の保険制度の改正、二国間交渉の調整等に従事。2017年には「Team414」という若手職員有志からなる政策研究チームを同僚と共に農林水産省内に立ち上げた。当時農林水産大臣であった齋藤健は、まだ課長補佐であった福田らからTeam414の活動報告を直接受けた。内閣官房、日本貿易振興機構にも出向。33歳で結婚。2022年3月に農林水産省を退職。
農林官僚時代の有名な仕事に、2018年からの日本貿易振興機構出向時、同年から適用されたタイの法改正に商社の氏家勇祐などと共にいち早く対応することで農産物の400億円規模の輸出を守り、福島県産のもも等の青果物の輸出販路の拡大を促したことがある。2020年のコロナ禍においてはSNSキャンペーンやフードデリバリー強化等の日本産食材活用支援事業を実施し、結果的にタイの日本食レストランの数は増加を続けた。

### 政界入り
2022年から衆議院議員齋藤健事務所秘書。齋藤健は最初は政界入りのリスクを伝えて秘書になることを反対した。2022年11月の斎藤健法務大臣就任に伴い法務大臣秘書官（政務秘書官）。福田と共に秘書官（事務秘書官）を務めた女性が「霞が関の北川景子」と週刊新潮で大きく報じられたことから、福田は「北川景子ではない方の秘書官」と呼ばれた。
2022年11月18日、衆議院選挙区の新しい区割りである「10増10減」の改正公職選挙法案が参議院で可決され、東京18区の区域は「武蔵野市・小金井市・西東京市」に変わった。公募により自由民主党東京都第十八選挙区支部長に就任した。公募の面接ではキャベツの定植の話をした。
2024年10月27日の第50回衆議院総選挙の東京18区には、福田、立憲民主党の松下玲子、参政党の徳永由紀子、日本共産党の樋口亮の4人が立候補した。第50回衆議院総選挙で自民党は全体としては大敗したが、福田は約2200票差で松下を破り、初当選した。菅直人の後継指名を受けていた松下は比例復活により当選した。

### 衆議院議員

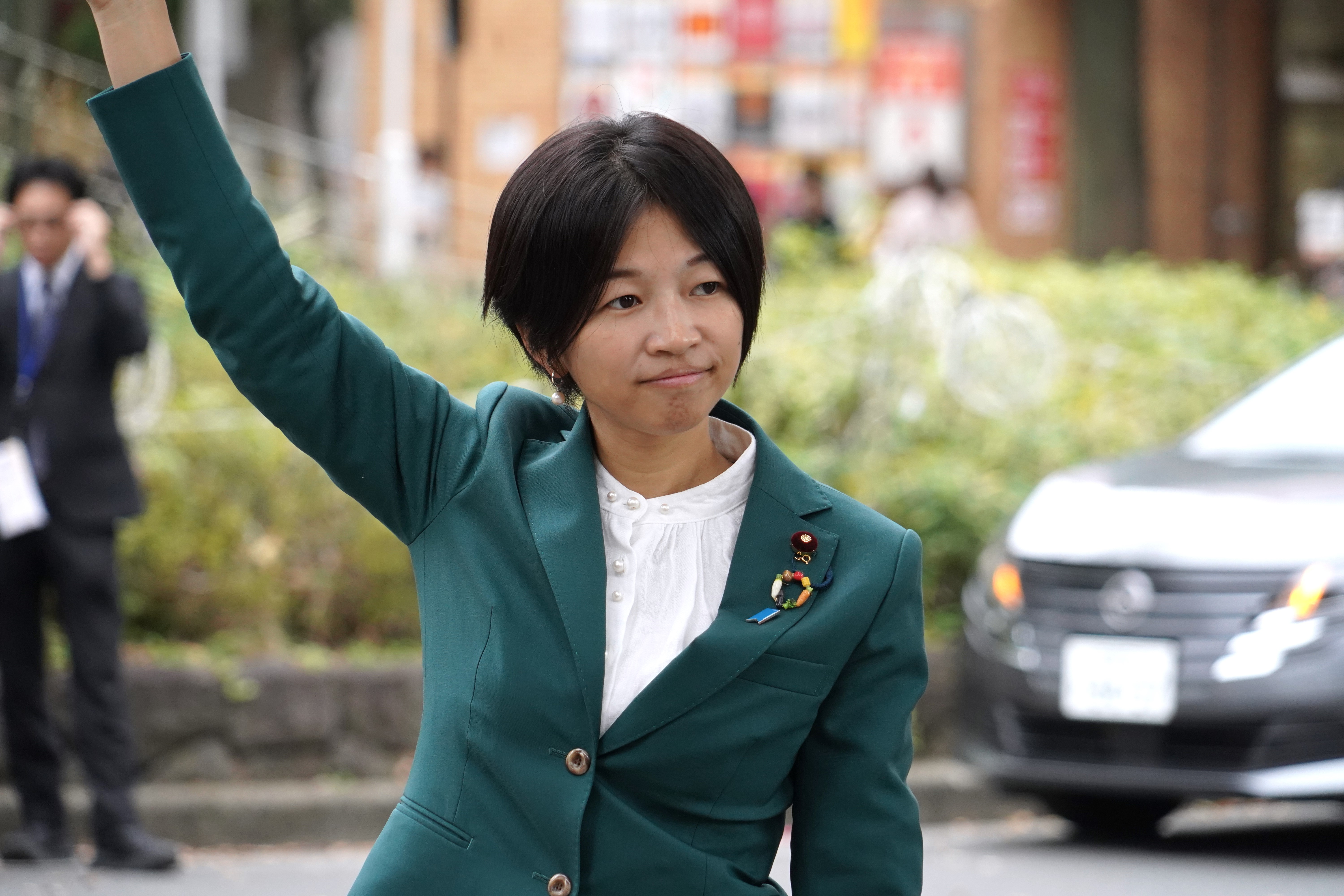
武蔵境駅前にて街頭演説をする福田

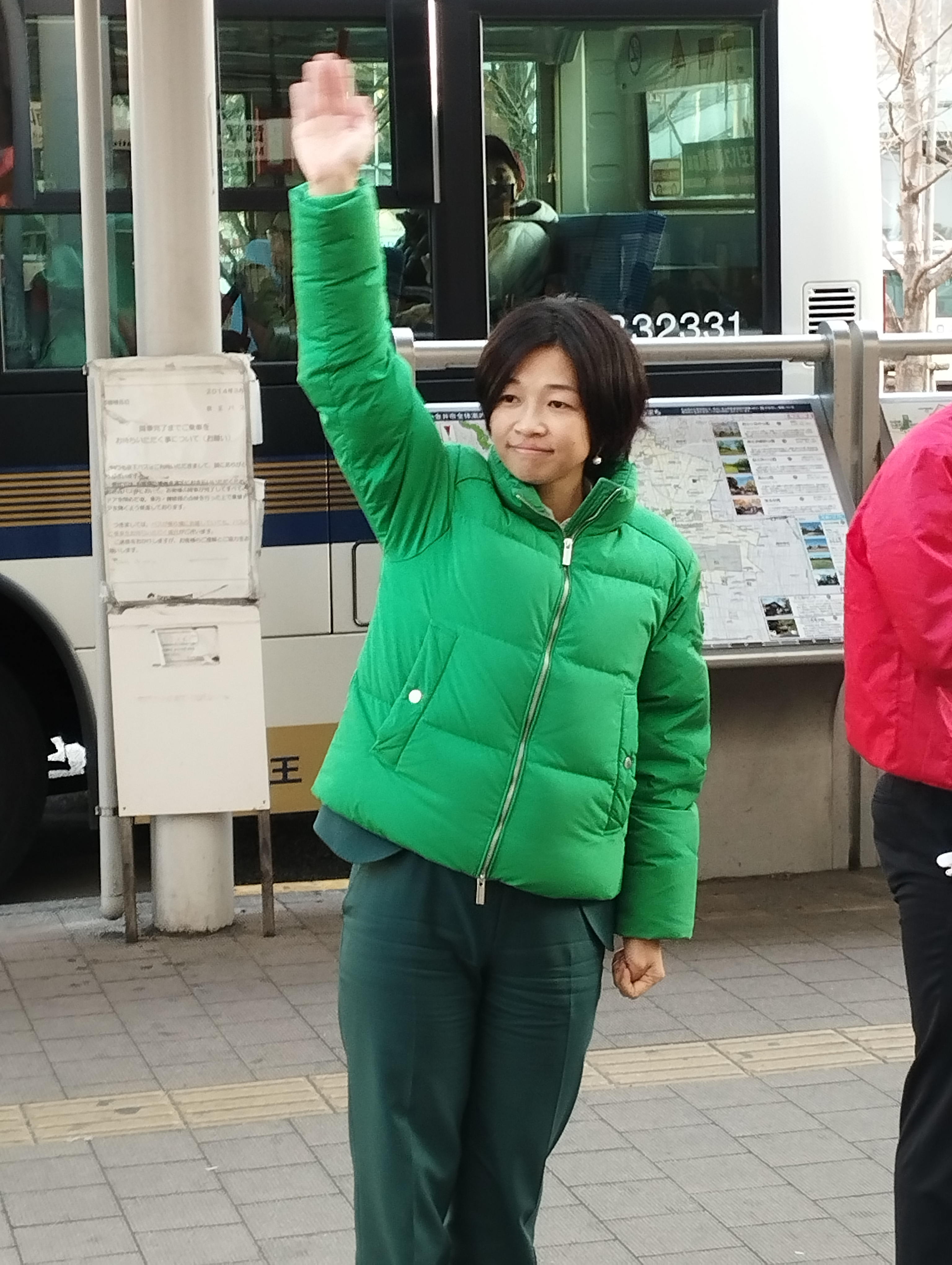
2025年3月20日、武蔵小金井駅前にて。

2024年11月11日、福田は衆議院に初登院した。福田の初登院や103万円の壁についての発言はその日に放送されたNHKのNews watch 9やクローズアップ現代に取り上げられた。11月14日に発表された衆議院の委員名簿では、地域活性化・こども政策・デジタル社会形成に関する特別委員会、北朝鮮による拉致問題等に関する特別委員会、国土交通委員会、財務金融委員会の委員になった。11月14日、PFASについて省庁からの聞き取りを開始した。

## 政策・主張

### 重点政策
1. 雇用・賃金[33]
2. 教育改革[34]
3. 安全保障[35]

## 選挙歴
| 当落 | 選挙                   | 執行日         | 年齢 | 選挙区       | 政党       | 得票数    | 得票率 | 定数 | 得票順位 /候補者数 | 政党内比例順位 /政党当選者数 |
| ---- | ---------------------- | -------------- | ---- | ------------ | ---------- | --------- | ------ | ---- | ------------------ | ---------------------------- |
| 当   | 第50回衆議院議員総選挙 | 2024年10月27日 | 39   | 東京都第18区 | 自由民主党 | 9万9002票 | 42.34% | 1    | 1/4                | /                            |

## 話題
- 自由民主党東京都第十八選挙区支部長に就任した2023年から、東京18区付近の飲食店についてGoogle mapから閲覧できる写真付きレビューをローカルガイドとして投稿している[36]。2024年11月13日現在、約100店舗に及ぶ。味だけでなくWifiの情報なども細かく記載されており、週刊誌に「令和の“ドブ板”」と紹介された[37]。

## 不祥事
- 衆議院に初登院した2024年11月11日、本会議が始まる前の議場の自席において、同僚議員の向山淳に声をかけ、スマートフォンで記念撮影を一枚行った。その光景は中継されていた。衆議院規則第二百十一条「議員は、議院の品位を重んじなければならない」は、議場内での撮影を禁止するものと解釈されているため、この撮影は禁止行為と見なされた。11月11日の夜に福田はX（旧Twitter）において謝罪した[38]。翌日の11月12日にスポーツ紙等が福田らが議場で撮影を行ったことを報じた[39][40][41][42]。自民党の幹部は福田と向山を口頭で注意し、翌々日の11月13日の衆院議院運営委員会の理事会で自民党の理事は陳謝した[43][44][45][46]。この撮影の件は11月13日にYahooのトップページにも掲載された。一方、古市憲寿は、12日に「なぜ議場が撮影禁止かを合理的に説明できるんだろうか。テレビカメラもあるから保安上の理由ではない。どうしてダメなの」とXで（旧Twitter）主張した[47]。